# Балко, Рэдли
Рэдли Балко (англ. Radley Balko; р. 19 апреля 1975) — американский журналист, писатель, блогер и оратор, который пишет для «The Washington Post» об уголовном правосудии, войне с наркотиками и гражданских свободах. Балко написал несколько книг, в том числе «The Rise of the Warrior Cop» (2014) и «The Cadaver King and the Country Dentist: A True Story of Injustice in the American South» (2018).

## Образование и личная жизнь
В 1997 году Балко получил степень бакалавра искусств в области журналистики и политологии в Индианском университете в Блумингтоне. 
Балко – атеист.

## Работа и публикации
Балко ведет блог об уголовном правосудии, войне с наркотиками и гражданских свободах для «The Washington Post». Раньше он был старшим писателем и репортером «The Huffington Post», старшим редактором журнала «Reason» и политическим аналитиком Института Катона, специализирующимся на проблемах порока и гражданских свобод. Он пишет о наркополитике, неправомерном поведении полиции, ожирении, алкоголе, табаке и гражданских свободах. Он также пишет о проблемах торговли и глобализации и в более общем плане о политике и культуре. Он также был обозревателем «Fox News» каждые две недели с 2002 по 2009 год.
Его работы были опубликованы в «The Wall Street Journal», «Forbes», «Playboy», журнале «TIME», «The Washington Post», «Los Angeles Times», «Slate», «Reason», журнале «Worth», канадской «National Post» и «Chicago Tribune». Он появлялся на CNN, CNBC, Fox News, MSNBC и «National Public Radio». В январе 2014 года он начал писать авторский блог в «The Washington Post».
Работа Балко о "бесповоротных" рейдах по борьбе с наркотиками была описана в «The New York Times» и процитирована судьей Верховного суда США Стивеном Брайером в его несогласии по делу «Hudson v. Michigan». Ему приписывают раскрытие и сообщение о деле Кори Мэй; его работа по делу Мэй была процитирована Верховным судом Миссисипи. Он также много писал о деле Райана Фредерика и рейде на дом Чей Калво.
Балко выступает за отмену законов, устанавливающих уголовную ответственность за вождение в нетрезвом виде, утверждая, что «наказуемым деянием должно быть нарушение правил дорожного движения или возникновение аварии, а не факторы, которые привели к этим правонарушениям. Выделение алкогольного опьянения в качестве дополнительного наказания не сделают дороги безопаснее». Он выразил свою позицию против судебной политики конфискации гражданского имущества, утверждая, что это «действия, противоречащие основному чувству справедливости и беспристрастности».
Балко также является автором двух книг на тему усиления милитаризации в полиции:
- The Rise of the Warrior Cop|Rise of the Warrior Cop: The Militarization of America's Police Forces (PublicAffairs), (2013)[11]
- Overkill: The Rise of Paramilitary Police Raids in America (Cato Institute), (2006).

## Книги
- «Overkill: The Rise of Paramilitary Police Raids in America», Washington: CATO Institute, (2006). OCLC 444618031
- «The Rise of the Warrior Cop», (2014). ISBN 9781610394574, OCLC 890576194
- «The Cadaver King and the Country Dentist: A True Story of Injustice in the American South», New York: PublicAffairs (2018). ISBN 9781610396912, OCLC 965806090

## Награды
В 2009 году отчет Балко о мошенничестве со свидетелями-экспертами по делу о смертной казни в Луизиане получил за данный репортаж премию Western Publication Association's Maggie Award.

В 2011 году издание «The Week» назвало Балко финалистом конкурса «Обозреватель года». Также, в 2011 году пресс-клуб Лос-Анджелеса назвал Балко лучшим журналистом года на шоу, судьи заявили: 
«Рэдли Балко – один из тех ретроспективных журналистов, которые понимают силу новаторских репортажей и понимают, как добиться значительного влияния своей работой. Снова и снова его рассказы заставляют читателей останавливаться, думать и, что наиболее важно, действовать»
.